# Kanaczut
Kanaczut – wieś w Armenii, w prowincji Ararat. W 2011 roku liczyła 1028 mieszkańców.